# Менжинский, Рудольф Игнатьевич
Рудольф Игнатьевич Менжинский (1835—1919) — российский педагог, тайный советник. Отец революционера Вацлава (Вячеслава) Менжинского.

## Биография
Родился в 1835 году в семье хорового певчего — из обрусевших поляков. 
В 1858 году окончил кандидатом историко-филологический факультет Императорского Санкт-Петербургского университета.
В службе с 9 июня 1860 года. С 1861 года преподавал в Мариинском институте, с 1864 по 1882 год — 1-я Санкт-Петербургская военная гимназия. Также он преподавал в Пажеском корпусе, женском пансионе мадам Труба, Римско-католической духовной академии (1873—1917; с 1885 года — профессор, а с 1910 года — по вольному найму) и на педагогических курсах при Санкт-Петербургских женских гимназиях (1890—1903). Специализировался в области всеобщей истории. Издал, читавшиеся им на педагогических курсах лекции (СПб., 1885, 1887, 1902, 1903).
С 6 декабря 1904 года — действительный статский советник, с 1911 года — тайный советник.
С 1889 года был членом Исторического общества при Санкт-Петербургском университете. Также он был почётным членом комитета детского приюта принца П. Г. Ольденбургского.
Умер в Петрограде 11 февраля 1919 года.

## Награды
российские
- орден Св. Станислава 2-й ст. с императорской короной (1871)
- орден Св. Анны 2-й ст. (1873)
- орден Св. Владимира 3-й ст. (1883)
- золотой перстень с сапфиром (1902)
- знак отличия беспорочной службы за XL лет

иностранные
- ольденбургский орден Заслуг герцога Петра Фридриха Людвига 3-й ст. (1889)
- сиамский орден Слона 2-й ст. (1903)

## Семья
С 24 мая 1863 года был женат на Марии Александровне Шакеевой (ок. 1843 — 31.07.1900), активистке женского движения, состоявшей в Кружке Трубниковой, Женской издательской артели и в Обществе дешёвых квартир, дочери Александра Шакеева, который служил инспектором в школе подпрапорщиков и юнкеров. 
Их дети: 
- Александр (19.07.1867[5] — не ранее 1914[6]),
- Вера (1872—1944)[7],
- Вячеслав (1874—1934), революционер, советский партийный деятель, 2-й председатель ОГПУ,
- Людмила (11.01.1876—13.11.1933)[8][9].

Есть информация, что в семье родились также скончавшиеся в младенчестве, сыновья Евгений (1864—1865) и Иван (1869—1870), а также дочь Анна (1865—1870)
Менжинские, Мария Александровна и Рудольф Игнатьевич, были в числе поставивших в 1868 году свою подпись под прошением ректору Петербургского университета Кесслеру с просьбой открыть при университете женские курсы — Владимирские курсы действовали с 1870 по 1875 год. 